# كأس إيطاليا 1981–82
كأس إيطاليا 1981–82 (بالإيطالية: Coppa Italia 1981-1982)‏ هو الموسم 35 من كأس إيطاليا. أشرف على تنظيمه Lega Nazionale Professionisti ‏، وكان عدد الأندية المشاركة فيه 36، وفاز فيه نادي إنتر ميلانو.